# Hannes Sonck
Hannes Sonck (eigentlich Johannes Erik Eiel Sonck; * 25. August 1919 in Antrea; † 18. Mai 1952 in Helsinki) war ein finnischer Zehnkämpfer und Dreispringer.
Bei den Leichtathletik-Europameisterschaften 1946 in Oslo wurde er Fünfter im Dreisprung, und beim Zehnkampf der Olympischen Spiele in London kam er auf den 17. Platz.
Sechsmal wurde er Finnischer Meister im Zehnkampf (1939, 1940, 1942–1944, 1948) und je einmal im Weitsprung (1942) sowie im Dreisprung (1943).

## Persönliche Bestleistungen
- Weitsprung: 7,29 m, 20. Juli 1943, Viipuri
- Dreisprung: 15,04 m, 21. Juni 1945, Helsinki
- Zehnkampf: 6623 Punkte, 21. September 1942, Helsinki